# Моабитская тетрадь

«Моаби́тская тетра́дь» (тат. Моабит дәфтәре, Moabit däftäre, موابيط ضهفطهرئ) — цикл стихотворений татарского поэта Мусы Джалиля, написанный им в Моабитской тюрьме.
Сохранились два блокнота, в которых содержалось 93 стихотворения. Стихотворения были написаны на татарском языке в первом блокноте арабской, во втором — латинской графикой.
В 1946 году бывший военнопленный Нигмат Терегулов принёс в Союз писателей Татарии блокнот с шестью десятками стихов Джалиля. Через год из советского консульства в Брюсселе пришла вторая тетрадь. Из Моабитской тюрьмы её вынес бельгийский патриот Андре Тиммерманс и, выполняя последнюю волю поэта, отправил стихи на родину.
Был ещё один сборник стихов из Моабита, его привёз бывший военнопленный Габбас Шарипов. 
Терегулов и Шарипов были арестованы. Нигмат Терегулов погиб в лагере. Габбас Шарипов отбыл наказание (10 лет), затем жил в Волгоградской области.
В январе 1946 года в советское посольство в Риме турецкий гражданин, татарин Казим Миршан, принёс ещё одну тетрадь. Сборник был отправлен в Москву, где след его потерялся. Сборник передали в министерство иностранных дел, затем в MГБ, затем в СМЕРШ. C 1979 года поиски этих тетрадей не дали результатов.
Впервые стихотворения были опубликованы в 1953 году в «Литературной газете» по инициативе главного редактора Константина Симонова. В 1957 за этот цикл стихов автор был посмертно удостоен Ленинской премии.
«Моабитская тетрадь» была переведена более чем на 60 языков мира.
В 2013 году цикл стихотворений был включён в список «100 книг», рекомендованных школьникам Министерством образования и науки РФ для самостоятельного чтения.
Стихотворения, составляющие «Моабитскую тетрадь», являются весьма разнообразными по своему содержанию и настроению. Наряду с патриотической лирикой и произведениями, гневно обличающими преступления нацизма (например, «Варварство»), в цикл входят стихи о любви и даже юмористические зарисовки из мирной жизни.